# Nghệ An
Nghệ An er en provins i den nordlige kystregion i Vietnam. Provinsen består af byen Vinh (hovedstaden). Nghệ An er den største provins i den nordlige kystregion i Vietnam.
Der er seks universiteter i Nghệ An, alle er i byen Vinh; Det største er Vinh University.
Historisk set har Nghệ An og Vinh og dets omkringliggende områder ofte været vigtige centre for oprør og revolutionære aktiviteter. I det 19. århundrede og begyndelsen af det 20. århundrede var byen centrum for flere fremtrædende oprør mod franskmændene. Derudover blev en række bemærkelsesværdige revolutionære personer født i eller nær byen Vinh, herunder Nguyễn Du, Phan Bội Châu, Trần Trọng Kim, Nguyễn Thị Minh Khai og Hồ Chí Minh.
 Der er for få eller ingen kildehenvisninger i denne artikel, hvilket er et problem. Du kan hjælpe ved at angive troværdige kilder til de påstande, som fremføres i artiklen.

19°20′N 104°50′Ø / 19.33°N 104.83°Ø